# Апарйоде, Кендия
Кендия Апарйоде (латыш. Kendija Aparjode, род. 24 декабря 1996) — латышская саночница. Призёр чемпионатов мира по санному спорту 2020 и 2021 годов. Призёр этапов Кубка мира. Член сборной Латвии по санному спорту. Участница зимних Олимпийских игр 2018 года.

## Биография
Кендия Апарйоде — дочь Айвы Апарйоде, бывшей латышской олимпийской саночницы. Её младший брат Кристерс Апарйоде также спортсмен санного спорта международного уровня. Сначала её тренировала мать, теперь её тренером является Каспарс Думпис. 

## Спортивная карьера
Кендия прошла различные возрастные категории на международных соревнованиях по санному спорту.
Участвует на этапах Кубка мира по санному спорту с сезона 2012—2013 годов. Первый крупный успех был достигнут в январе 2018 года на этапе Кубка мира в Сигулде. Она стала бронзовым призёром этапа, а также заняла 5-е место в личном зачете, который являлся и чемпионатом Европы.
Представляла сборную Латвии на зимних Олимпийских играх 2018 года в Южной Корее. В итоговом протоколе стала 22-й.
На чемпионате мира 2020 года в Сочи латышская спортсменка заняла высокое 4-е место в индивидуальном женском спуске, а также вместе со сборной Латвии в командной эстафете завоевала серебряную медаль.
На чемпионате мира 2021 года, который состоялся в Кёнигзее, Апарйоде завоевала бронзовую медаль в составе Латвийской эстафетной команды.
Также Кендия увлекается спортивным ориентированием в свободное время от санного спорта.